# Франк де Вин
Франк де Вин, виконт де Вин (енгл. Frank De Winne; Гент, 25. април 1961) је бригадни генерал у белгијском ваздухопловству и астронаут европске свемирске агенције. Он је други човек из Белгије који је полетео у свемир. Први је астронаут из европе који је служио као командант посаде током експедиције 21 на МСС. Тренутно је директор астронаутског центра ЕСА у Келну.